# 캠퍼스 오바마 전쟁
《캠퍼스 오바마 전쟁》(영어: Dear White People 디어 화이트 피플[*])은 2014년 미국의 풍자 영화로, 저스틴 시미언 감독이 연출하였고 선댄스 영화제에서 첫 공개되었다. 아이비 리그의 흑인 학생들이 인종차별 문제를 해결하는 이야기이다. 타일러 제임스 윌리엄스, 테사 톰슨, 테요나 패리스, 브랜던 벨, 카일 갤너, 브리트니 커런이 출연한다.
시미언 감독은 2017년에 이 영화를 TV 드라마로 리메이크하였다.

## 출연진
- 테사 톰슨 - 서맨사 "샘" 화이트
- 타일러 제임스 윌리엄스 - 라이어널 히긴스
- 카일 갤너 - 커트 플레처
- 테요나 패리스 - 컬랜드리아 "코코" 코너스
- 브랜던 P. 벨 - 트로이 페어뱅크스
- 맬컴 배럿 - 헬무트 웨스트
- 데니스 헤이스버트 - 딘
- 브리트니 커런 - 소피 플레처
- 마크 리처드슨 - 레지
- 피터 시버트슨 - 허친슨 대통령
- 저스틴 도비스 - 게이브
- 브랜던 올터 - 조지
- 키스 마이어스 - 블랙 미치
- 나오미 고 - 성미
- 케이트 골키 - 애니
- 브라이언 커티스 제임스 - 마틴